# Mont Serre
Pour les articles homonymes, voir Serre (homonymie).
Le mont Serre est un sommet d'origine volcanique culminant à 915 m d'altitude dans le département français de la Haute-Loire.

## Géographie

### Situation
La montagne est située dans la commune de Chaspinhac, proche de la route départementale 71. Elle peut être atteinte à partir du centre de Chaspinhac, et des indications routières sont disponibles pour guider les visiteurs. Depuis le sommet, sont visibles le Devès, le Meygal et le Mézenc.

### Géologie
Seul volcan strombolien du plateau granitique de Chaspinhac, son sous-sol est constitué de basalte et de granite.

## Protection environnementale
Le sommet est inclus dans la ZNIEFF de type 2 « Haute vallée de la Loire » ainsi que dans la ZNIEFF de type 1 « Gorges de la Sumène », et dans le site Natura 2000 « Gorges de la Loire ».